# (No Pussyfooting)
(No Pussyfooting) — дебютный студийный альбом британского дуэта Fripp & Eno, состоящего из Роберта Фриппа и Брайана Ино, один из первых альбомов в стиле эмбиент. Издан лейблом Island Records в ноябре 1973 года. Переиздан в виде виниловой пластинки в 1982 году и в виде компакт-диска в 1987 году лейблом E.G. Records. В 2008 году альбом был ремастирован и переиздан с добавлением бонус-треков.

## Об альбоме
Альбом состоит из двух длинных инструментальных композиций «The Heavenly Music Corporation» и «Swastika Girls», каждая из которых занимает одну сторону винилового диска. Первая была записана 8 сентября 1972 года в домашней студии Брайана Ино в Лондоне. Вторая композиция записана 4—5 августа 1973 года в Command Studios на улице Пикадилли в Лондоне, техническая работа над ней продолжалась в Air Studios на Оксфорд-стрит. Практически одновременно с работой над этим альбомом Брайан Ино записывал свой первый сольный альбом Here Come the Warm Jets, в создании которого Фрипп также принял участие.
При записи (No Pussyfooting) широко использовалась «фриппертроника» (техника зацикливания ленты) в сочетании с электронной гитарой Фриппа (с последующей обработкой звука Ино) и игра Ино на различных клавиатурах и синтезаторах.

## Список композиций
1. «The Heavenly Music Corporation» — 20:55
2. «Swastika Girls» — 18:43

Бонус-треки издания 2008 года
1. «The Heavenly Music Corporation (Reversed)» — 20:52
2. «The Heavenly Music Corporation (Half speed)» — 41:49
3. «Swastika Girls (Reversed)» — 18:54

## Участники записи
- Брайан Ино — синтезатор, клавишные, EMS VCS 3
- Роберт Фрипп — электрические и акустические гитары